# Paris (Paris-Hilton-Album)
Paris ist das erste Album des It-Girls Paris Hilton. Es wurde in den Vereinigten Staaten am 22. August 2006 über Hiltons Plattenlabel Heiress Records veröffentlicht, nachdem Hilton ihren direkten Plattenvertrag mit Warner Brothers gekündigt und ihr eigenes Plattenlabel Heiress Records als Sublabel von Warner Brothers gegründet hatte. Zuvor war das gesamte Album ab dem 13. August 2006 bei AOL Music als Download verfügbar. Das Album ist ein Mix aus Pop, Hip-Hop, Dance, Reggae und Rock.

## Hintergrund
Für die Produktion des Albums verpflichtete Hilton unter anderem Greg Wells, Kara DioGuardi, Jane Wiedlin und Scott Storch. Bei dem Song Fightin' over Me arbeitete sie mit Fat Joe und Jadakiss zusammen. 2004 wurde die geplante Veröffentlichung der Single Screwed nach wenig erfolgreichen Testläufen in Clubs in Miami abgesagt. Die erste Single Stars Are Blind wurde von Fernando Garibay produziert und erschien als Download am 20. Juni 2006. Als weitere Singles wurden die Titel Turn It Up und Nothing in This World und Screwed ausgekoppelt. Wegen angeblicher Urheberrechtsverletzungen wurde gegen Hiltons ehemalige Plattenfirma im Juni 2007 eine Klage über 370.000 Euro beim Londoner High Court eingereicht. Hilton und ihrer Plattenfirma wurde vorgeworfen, den UB40-Klassiker „Kingston Town“ rechtswidrig gecovert zu haben. Anfang Juni 2007 wurde der Vertrag mit Hilton von Warner Brothers wegen enttäuschender Verkaufszahlen gekündigt.

## Titelliste
1. Turn It Up (Scott Storch, Anthony Asher, Jeff Bowden, Paris Hilton) – 3:14
2. Fightin' over Me (featuring Fat Joe & Jadakiss) (Storch, Magnet, Fat Joe, Jadakiss, Alonzo Jackson, Taura Jackson, Hilton) – 4:01
3. Stars Are Blind (Fernando Garibay, Sheppard Solomon, Ralph McCarthy) – 3:58
4. I Want You (J. R. Rotem, DioGuardi, Bogart, Gibb) (sampled from "Grease" by Frankie Valli) – 3:12
5. Jealousy (Storch, DioGuardi, Hilton) – 3:40
6. Heartbeat (Storch, Billy Steinberg, Josh Alexander) (sampled from "Time After Time" by Cyndi Lauper) – 3:43
7. Nothing in This World (Lukasz "Dr. Luke" Gottwald, Solomon) – 3:10
8. Screwed (DioGuardi, Wells) – 3:41
9. Not Leaving Without You (Kara DioGuardi, Wells, Hilton) – 3:35
10. Turn You On (Storch, Hilton, Jackson, Triggs) – 3:06
11. Do Ya Think I'm Sexy (Stewart, Appice, Hitchings) – 4:34

## Charts und Chartplatzierungen

### Album
| Jahr | Titel | Höchstplatzierung, Gesamtwochen, AuszeichnungChartplatzierungen (Jahr, Titel, Platzierungen, Wochen, Auszeichnungen, Anmerkungen) | Höchstplatzierung, Gesamtwochen, AuszeichnungChartplatzierungen (Jahr, Titel, Platzierungen, Wochen, Auszeichnungen, Anmerkungen) | Höchstplatzierung, Gesamtwochen, AuszeichnungChartplatzierungen (Jahr, Titel, Platzierungen, Wochen, Auszeichnungen, Anmerkungen) | Höchstplatzierung, Gesamtwochen, AuszeichnungChartplatzierungen (Jahr, Titel, Platzierungen, Wochen, Auszeichnungen, Anmerkungen) | Höchstplatzierung, Gesamtwochen, AuszeichnungChartplatzierungen (Jahr, Titel, Platzierungen, Wochen, Auszeichnungen, Anmerkungen) | Anmerkungen                           |
| Jahr | Titel | DE | AT | CH | UK | US | Anmerkungen                           |
| ---- | ----- | --- | --- | --- | --- | --- | ------------------------------------- |
| 2006 | Paris | DE18 (3 Wo.)DE | AT9 (4 Wo.)AT | CH7 (5 Wo.)CH | UK29 (1 Wo.)UK | US6 (6 Wo.)US | Erstveröffentlichung: 22. August 2006 |

### Singles
| Jahr | Titel                 | Höchstplatzierung, Gesamtwochen, AuszeichnungChartplatzierungen (Jahr, Titel, , Platzierungen, Wochen, Auszeichnungen, Anmerkungen) | Höchstplatzierung, Gesamtwochen, AuszeichnungChartplatzierungen (Jahr, Titel, , Platzierungen, Wochen, Auszeichnungen, Anmerkungen) | Höchstplatzierung, Gesamtwochen, AuszeichnungChartplatzierungen (Jahr, Titel, , Platzierungen, Wochen, Auszeichnungen, Anmerkungen) | Höchstplatzierung, Gesamtwochen, AuszeichnungChartplatzierungen (Jahr, Titel, , Platzierungen, Wochen, Auszeichnungen, Anmerkungen) | Höchstplatzierung, Gesamtwochen, AuszeichnungChartplatzierungen (Jahr, Titel, , Platzierungen, Wochen, Auszeichnungen, Anmerkungen) | Anmerkungen                                            |
| Jahr | Titel                 | DE | AT | CH | UK | US | Anmerkungen                                            |
| ---- | --------------------- | --- | --- | --- | --- | --- | ------------------------------------------------------ |
| 2006 | Stars Are Blind       | DE7 (12 Wo.)DE | AT3 (16 Wo.)AT | CH5 (19 Wo.)CH | UK5 (8 Wo.)UK | US18 Gold · (12 Wo.)US | Erstveröffentlichung: 5. Juni 2006 Verkäufe: + 500.000 |
| 2006 | Nothing in This World | DE34 (9 Wo.)DE | — | CH61 (3 Wo.)CH | UK55 (1 Wo.)UK | — | Erstveröffentlichung: 12. September 2006               |